# Tabaré Rivero
Pour les articles homonymes, voir Rivero.
Tabaré Julio Rivero Russo alias Tabaré Rivero (Montevideo, 15 janvier 1957), chanteur, compositeur, écrivain, acteur et metteur en scène de théâtre uruguayen.

## Discographie de La Tabaré
- Sigue siendo rocanrol (1987)
- Rocanrol del arrabal (1989)
- Placeres del sadomusiquismo (1992)
- Sabotaje (Video-Home) (1993)
- Apunten... ¡Fuego!! (1994)
- Yoganarquía (1997)
- Que te recontra (1999)
- Sopita de gansos (2002)
- Archivoteca (2003)
- 18 años vivos (2004)

## Œuvres théâtrales
- La Ópera de la Mala Leche (1990)
- Que te Comics-te (1992)
- Putrefashion (1997)

## Livres
- 10 años de éxito al dope (autobiographie de La Tabaré) (1995)
- Caso en dispax (pooèmes) (2004)